# Полињано (Пјаченца)
Полињано је насеље у Италији у округу Пјаченца, региону Емилија-Ромања.
Према процени из 2011. у насељу је живело 261 становника. Насеље се налази на надморској висини од 45 м.